# فرودگاه ادری
فرودگاه ادری (به انگلیسی: Adré Airport) یک فرودگاه همگانی است . این فرودگاه در کشور چاد قرار دارد .